# Javier Arenas Bocanegra
Javier Arenas Bocanegra (Sevilla, Andalusia, 28 de desembre de 1957), és un polític andalús, diverses vegades ministre durant les VI i VII legislatures.

## Biografia
Va néixer el 28 de desembre de 1957 a la ciutat de Sevilla, encara que va passar la seva infància a la població d'Olvera, situada a la província de Cadis, lloc natural dels seus pares. Alumne del col·legi Claret de Sevilla, va estudiar dret a la Universitat de Sevilla, i posteriorment realitzà un màster en Direcció d'Empreses. Al llarg de la seva carrera professional ha exercit d'advocat i actualment és funcionari de Cultura en excedència.

## Activitat política
Va iniciar la seva carrera política a la Unió de Centre Democràtic (UCD) i després en el Partit Demòcrata Popular (PDP), havent estat President de les Joventuts Centristes.
Entre 1983 i 1987 fou tinent d'alcalde de l'Ajuntament de Sevilla per Aliança Popular, i el 1986 fou escollit diputat al Parlament d'Andalusia, càrrec que abandonà el 1989 per passar a formar part de l'Executiva Nacional del Partit Popular, liderant un dels corrents més progressistes d'aquest partit. El 1991 fou nomenat Sotssecretari General d'aquest partit i el 1993 fou nomenat president del Partit Popular d'Andalusia, càrrec que abandonà el 1999.
En les eleccions generals de 1989 aconseguí l'acta de diputat al Congrés dels Diputats per la província de Sevilla, repetint aquest resultat en les eleccions de 1993, 2000 i 2004. Entre 1994 i el 2000 abandonà el Congrés per esdevenir senador al Senat espanyol. Amb la victòria del Partit Popular en les eleccions generals de 1996, el nou president José María Aznar el nomenà Ministre de Treball i Assumptes Socials, càrrec que abandonà el 1999 per centrar-se en les tasques de direcció del partit a Andalusia. En la primera remodelació del segon govern d'Aznar fou nomenat Ministre d'Administracions Públiques el 10 de juliol de 2002, càrrec que abandonà el 3 de setembre de 2003 per esdevenir Vicepresident Segon del Govern i Ministre de la Presidència, càrrec que ostentà fins al final de la legislatura a l'abril de 2004. En aquest període assolí la signatura de l'Acord per les Llibertats i contra el Terrorisme (2000).
A partir de 2004 tornà a la primera línia de la política andalusa presentant la seva candidatura a la Presidència de la Junta d'Andalusia per a les eleccions que es van celebrar l'any 2008.
Dins del PP forma part del sector ideològic més proper a Mariano Rajoy, com es va poder apreciar en el congrés de València del 2008, en el qual Javier Arenas va donar suport a la candidatura de Rajoy.

## Corrupció
Segons els anomenats papers de Bárcenas (presumpta comptabilitat B del Partit Popular) publicats pel diari El País, Javier Arenas hauria rebut un total de 225.762 euros en sobresous amb diners en negre procedents del finançament il·legal del partit.
Segons la comptabilitat oficial del Partit Popular, Javier Arenas rep del partit abundants sobresous i pagaments en espècie:
- Durant l'any 2000, rep 1.562,63 euros (260.000 pessetes) mensuals en concepte de "despeses d'allotjament".
- Durant l'any 2001, rep 1.356,73 euros (225.741 pessetes) mensuals en concepte de "despeses d'allotjament".
- Durant l'any 2002 (i fins a juliol), rep 1.383,86 euros mensuals en concepte de "despeses d'allotjament". En juliol de 2002, Arenas és nomenat ministre d'Administracions Píbliques i passa a gaudir d'un habitatge propietat del patrimoni de l'Estat.
- El 19 de desembre de 2001, el PP abona a Arenas en concepte de dietes les següents factures:
  - 997 euros (165.839 pessetes) d'un àpat al restaurant de l'hotel Ritz.
  - 932 euros (155.175 pessetes) d'un àpat al restaurant Errota Zar.
  - 124 euros (20.720 pessetes) d'un àpat al restaurant Balzac.
- El 26 d'abril de 2001, el PP abona a Arenas una factura de 758 euros (126.121 pessetes) per un dinar al restaurant Zalacaín.